# Stefan Bell
Stefan Bell (* 24. August 1991 in Andernach) ist ein deutscher Fußballspieler. Der Abwehrspieler spielt – mit kurzen Unterbrechungen – seit seinem 16. Lebensjahr für den 1. FSV Mainz 05.

## Karriere

### Vereine
Bell stammt aus dem Landkreis Ahrweiler. Er wuchs in Wehr auf und ist dort seit 2016 erster Vorsitzender des FV Vilja, eines der Vereine des Jugendfördervereins Zissen, bei der er mit dem Fußballspielen begonnen hatte. Er wechselte 2006 zum TuS Mayen.
Im Jahre 2007 ging Bell in das Nachwuchsleistungszentrum des 1. FSV Mainz 05. In den Spielzeiten 2008/09 und 2009/10 spielte er 42-mal für die Mainzer A-Junioren in der Bundesliga und erzielte dabei fünf Tore. 2009 wurde er mit der Mainzer A-Jugend unter Trainer Thomas Tuchel deutscher Meister, war aber im Finale wegen einer Verletzung nicht zum Einsatz gekommen. In der Rückrunde der Spielzeit 2009/10 spielte er dreimal für die zweite Mannschaft der Mainzer in der Regionalliga West. Auch am ersten Spieltag der folgenden Spielzeit lief er für die zweite Mannschaft von Mainz 05 auf.
Am 16. August 2010 wechselte er für ein Jahr auf Leihbasis zum Zweitligisten TSV 1860 München; gleichzeitig verlängerte er seine Vertragslaufzeit bei den Mainzern bis 2013. Im September 2010 wurde er vom DFB mit der Fritz-Walter-Medaille in Silber ausgezeichnet. In der Saison 2010/11 gab er für 1860 sein Debüt im Profifußball und gehörte in der Folge zur Stammbesetzung der Abwehr, musste in der Rückrunde aber nach einer Sprunggelenksverletzung mehrere Wochen pausieren. Am letzten Spieltag kam er zu seinem ersten Einsatz nach der Zwangspause. Insgesamt spielte er 24-mal für 1860 und schoss zwei Tore. Für die Saison 2011/12 wechselte Bell auf Leihbasis zum Zweitligisten Eintracht Frankfurt und verlängerte erneut seine Vertragslaufzeit in Mainz um ein Jahr. Am 19. Januar 2012 wurde das Leihgeschäft auf Bells Wunsch vorzeitig beendet.
Direkt nach seiner Rückkehr zum 1. FSV Mainz 05 erlitt er einen Innenbandriss und fiel für ein halbes Jahr aus. In der Saison 2012/13 kam er noch 20-mal in der zweiten Mannschaft von Mainz 05 in der Regionalliga Südwest zum Einsatz, absolvierte ab Dezember 2012 aber auch acht Spiele in der Bundesligamannschaft. Seit dem 7. Spieltag der Saison 2013/14 spielt er regelmäßig als Stammspieler in der Innenverteidigung in der Bundesliga und war ab Beginn der Saison 2016/17 stellvertretender Mannschaftskapitän hinter Niko Bungert. In dieser Saison spielte er mit Mainz 05 sechs Gruppenspiele in der Europa League. Beim Erstrundenspiel der 05er im DFB-Pokal beim 1. FC Kaiserslautern am 10. August 2019 verletzte sich Bell schwer am Sprunggelenk. Ende Oktober 2020 konnte er wieder ein Regionalligaspiel mit der zweiten Mannschaft bestreiten. Erst am 16. Januar 2021 beim Bundesliga-Auswärtsspiel gegen Borussia Dortmund kam Bell nach einem kurzfristigen Ausfall von Jeremiah St. Juste wieder in einem Pflichtspiel für die erste Mannschaft zum Einsatz. Er steht seitdem wieder regelmäßig in der Stammformation der Profis und erreichte mit der Mannschaft den Klassenerhalt. In der folgenden Saison 2021/22 verpasste er nur ein Bundesligaspiel wegen einer Gelbsperre, und auch in der Saison 2022/23 war er mit 30 Einsätzen Stammspieler in der Innenverteidigung. Ende Mai 2023 wurde Bell mit seinem 256. Bundesligaspiel Rekordspieler der 05er vor Nikolče Noveski.
Sein Vertrag mit Mainz 05 läuft bis 2026.

### Nationalmannschaft
Stefan Bell kam in verschiedenen Juniorenauswahlmannschaften des DFB zum Einsatz. Er spielte für die deutsche U-19-, U-20- und U-21-Nationalmannschaft.